# Siphocampylus elegans
Siphocampylus elegans är en klockväxtart som beskrevs av Jules Émile Planchon. Siphocampylus elegans ingår i släktet Siphocampylus och familjen klockväxter. Inga underarter finns listade i Catalogue of Life.